# Traucador

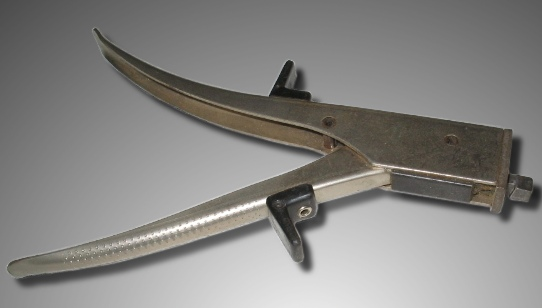
Pinces llevabocins

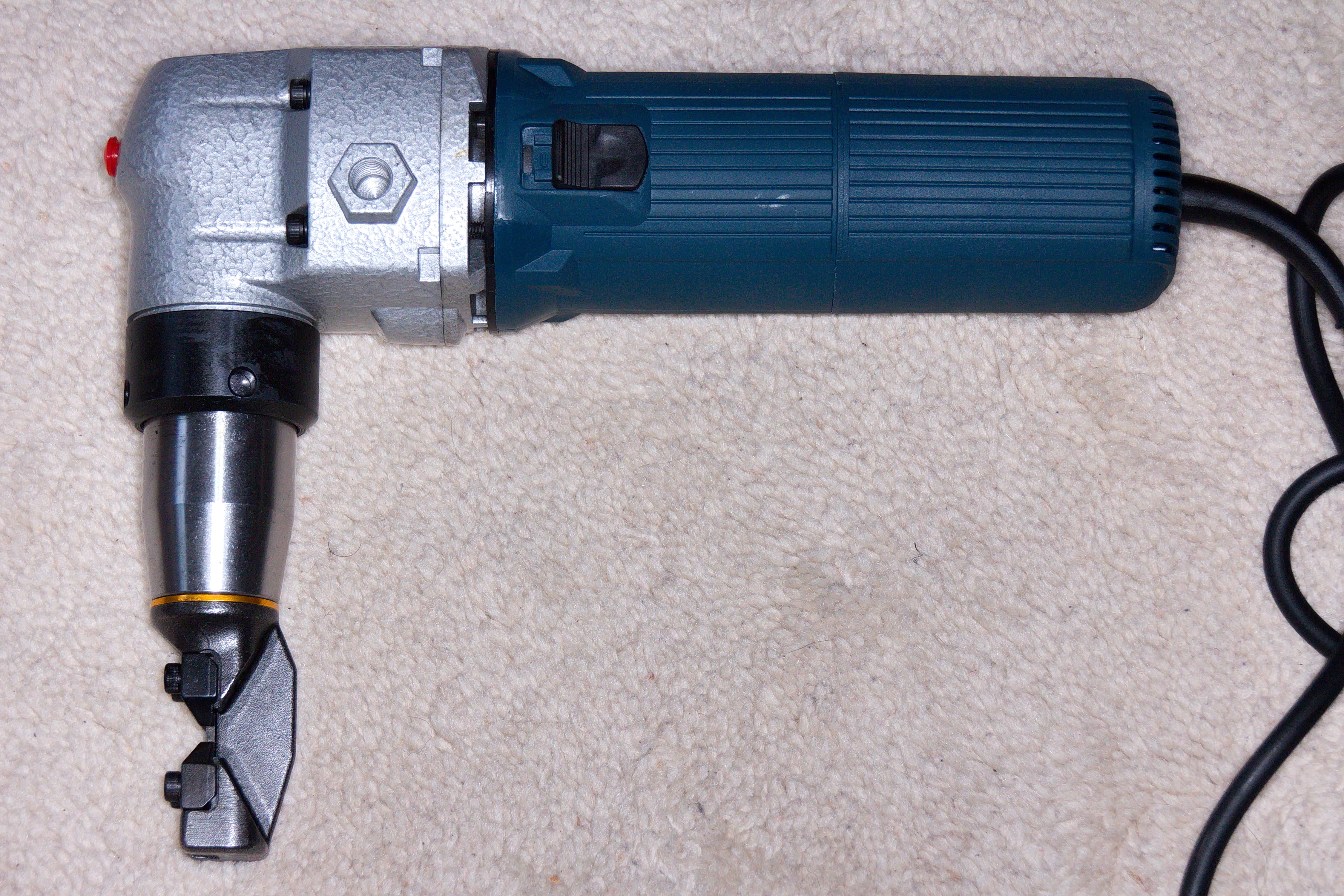
Llevabocins manual accionat elèctricament

Un traucador o llevabocins, és una eina utilitzada en els processos d'estampació i cisalla per tallar i modelar xapa. A diferència del sistema convencional, aquesta eina es caracteritza per seguir una línia de tall i conformació lliure en un procés independent. Això s'aconsegueix mitjançant el moviment periòdic amunt i avall d'un punxó que està obert per un costat i que avança al mateix temps que mossega, per això s'anomenen llevabocins. El capçal de l'eina gira i es pot moure en totes direccions permetent tallar formes complexes.
A part dels traucadors manuals, d'accionament manual o elèctric, també hi ha màquines-eina controlades per CNC, combinades normalment amb punxonadores. Mentre que les dues vores de tall dels llevabocins manuals solen estar l'una al costat de l'altra com unes tisores i estan connectades entre si per un eix de rotació comú, una màquina-eina de llevabocins sol realitzar el mateix moviment que un punxó. La diferència és que en picar, llevabocins realitza molts passos successius un darrere l'altre, mentre s'alimenta la xapa lentament per davant de l'eina per tal de poder produir un tall més llarg.

## Avantatges i inconvenients

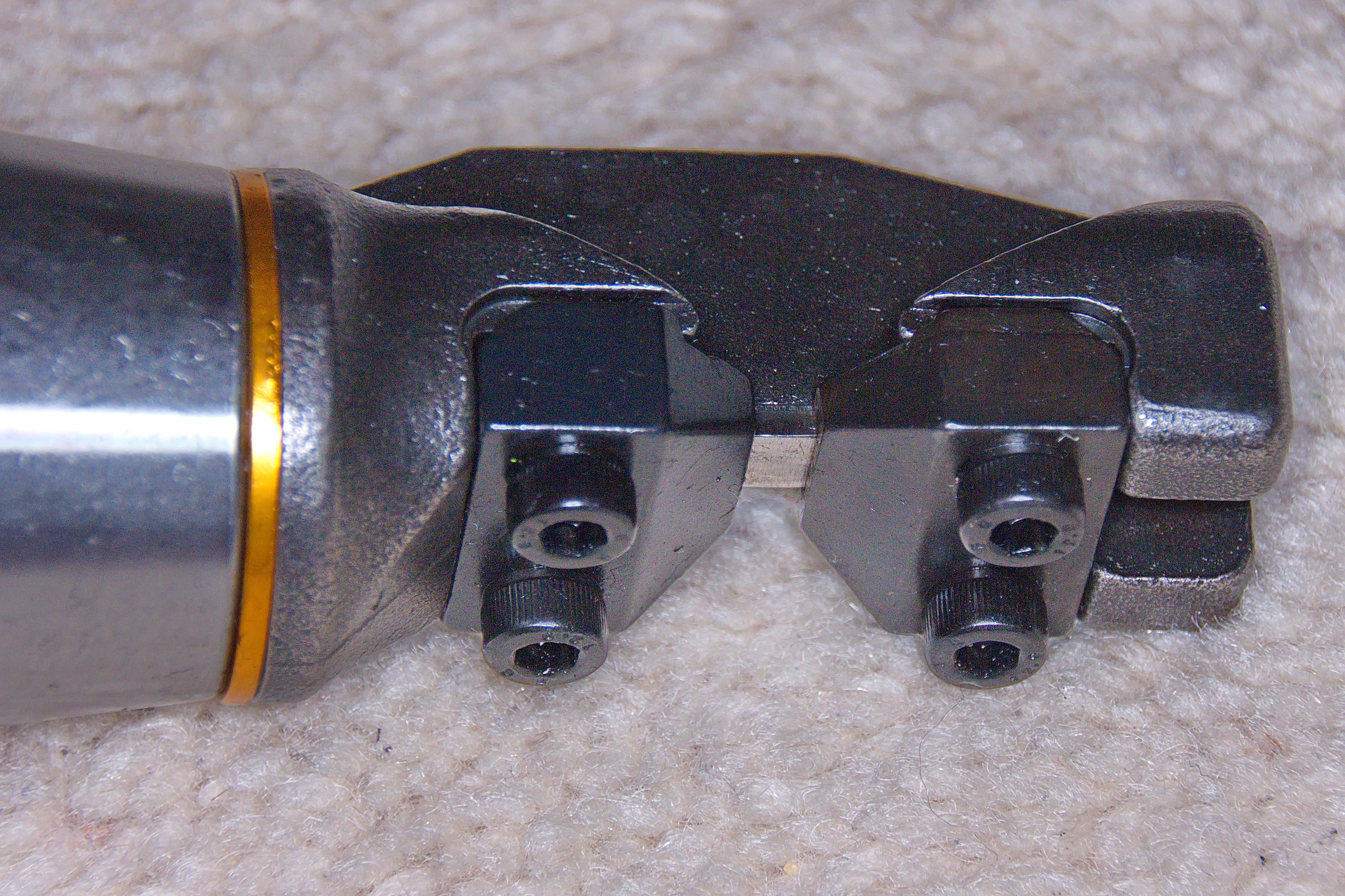
Punxó d'un traucador manual accionat elèctricament

Igual que en un punxó corrent, l'eina d'un llevabocins consta d'un punxó i un encuny. Això permet tallar seccions de xapa sense distorsió. tanmateix, es produeixen residus durant la mossegada, ja que es perfora una part de la xapa.
En el tall de seccions de forma complexa, els punxons rodons permeten corbes ajustades, donant lloc a residus en forma de mitja lluna. La forma i l'amplada de la pista de tall depenen de les dimensions del punxó.
Quan es fan retalls interns amb traucadors manuals, cal un forat pilot per iniciar la vora de tall. També es poden tallar làmines ondulades o trapezoïdals, en particular amb llevabocins manuals i, al contrari d'un tall fet amb tisores en que la pista de tall està queda distorsionada, la feta amb un traucador està lliure de distorsions, ja que té un contrapunxó que ho evita.
A diferència del tall per raig d'aigua i làser, els passos de processament de conformació es poden dur a terme amb la mateixa màquina de processament que també utilitza l'eina llevabocins. En molts casos, no només s'han de fer retalls en xapa, sinó que també es deformen seccions per tal d'introduir elements de ventilació, forats de pas etc. Les modernes màquines llevabocins, amb un portaeines d'eix giratori, fins i tot poden per fer rosques, en que la rosca no es crea tallant el material, sinó desplaçant-lo. En comparació amb les rosques tallades, les rosques fetes d'aquesta manera poden estar sotmeses a càrregues més elevades i no es produeixen encenalls durant la seva fabricació que puguin impedir un processament posterior.

## Eines estàndard
Les eines manuals s'anomenen traucadors, llevabocins. L'equip estàndard d'una màquina-eina llevabocins inclou segells amb les formes geomètriques simples més importants, com p. B. cercle, quadrat, rectangle o oval . Els punxons en forma d'arc també s'utilitzen per tallar obertures més grans, que poden produir per exemple, un tall circular, unint diversos cops.
Talls de xapa recurrents usats amb freqüència, com ara es obertures de les carcasses d'ordinadors per a connectors D-Sub i altres semblants, es fan normalment amb punxons de xassís fets per a cada aplicació específica.

## Eines especials
En producció (gran) sèrie, com els armaris de control, també s'utilitzen sovint eines especials, que poden tallar contorns complets amb uns quants cops d'eina. Un tipus d'eina especial és l'anomenada multi-eina. que té diverses eines de perforació connectades a un capçal i es poden utilitzar girant la platina de suport.

## Màquines
Les màquines modernes llevabocins o de punxonar controlades per CNC es caracteritzen per una alta productivitat amb costos unitaris més baixos (en comparació amb les de tall per làser). Tanmateix, no es poden tallar contorns arbitraris.

### Màquines combinades
Per tal de combinar els avantatges de les màquines llevabocins amb les de tall làser, hi ha diferents fabricants que ofereixen màquines combinades permetent tant operacions de conformació de qualsevol contorn. amb el capçal de punxonar com el tall làser. Un altre tipus de traucador combina aquestes característiques amb la tecnologia de les cisalles de guillotina per tal de poder executar de manera òptima els talls llargs i rectes que sovint cal dur a terme.